# Firework
"Firework" je dance-pop pjesma američke pjevačice Katy Perry. Objavljena je kao treći singl s njenog drugog studijskog albuma Teenage Dream 26. listopada 2010. godine u izdanju diskografske kuće Capitol Records.

## O pjesmi
Pjesmu  "Firework" napisali su Perry, Mikkel S. Eriksen i Tor Erik Hermansen iz norveškog produkcijskog tima Stargate, Sandy Vee i Ester Dean, a producirali Stargate i Sandy Vee. Perry je izjavila da je nadahnuta romanom On the Road od Jacka Kerouaca. Dospjela je na prvo mjesto američke ljestvice singlova Billboard Hot 100 i tako postala Perryna četvrta pjesma koja je to uspjela, treća s albuma. Provela je četiti tjedna na vrhu ljestvice. Također, to je Perryna prva pjesma koja je puštana na Disneyjevom radiju. Pjesma je dospjela na prvo mjesto u i Kanadi i Novome Zelandu. Dospjela je na treće mjesto u Ujedinjenom Kraljevstvu, gdje je dobila zlatnu certifikaciju za prodanih više od 400 000 primjeraka. Do 8. siječnja 2011. godine prodano je preko 509 000 digitalnih primjeraka singla što je drugi najveći broj skinutih digitalnih primjeraka singla ženske izvođačice, iza Ke$he čiji je "Tik Tok" skinut 610 000 puta u jednom tjednu, a četvrti najveći broj uopće.
Perry je ozjavila da joj je "Firework" najdraža pjesma na albumu Teenage Dream.  Na otvoreni poziv na odabir glumaca za spot odgovorilo je 38 tisuća kandidata.
Perry je izvodila pjesmu u televizijskoj emisiji  Late Show with David Letterman 24. kolovoza 2010. godine. Dana 17. listopada 2010. godine izvodila je pjesmu na The X Factoru u Ujedinjenom Kraljevstvu, a 7. studenoga 2010. godine izvodila ju je u Madridu na dodjeli MTV-jevih glazbenih nagrada. Opet ju je izvodila u Ujedinjenom Kraljevstvu, ovog puta u emisiji  Paul O'Grady Live 12. studenoga 2010. godine, na dodjeli tinejdžerskih nagrada od radija BBC Radio 1 14. studenoga 2010. godine i na dodjeli američkih glazbenih nagrada 2010. godine. Pjevala je "Firework" i na godišnici od Victoria's Secret Fashion Show koja je bila 30. studenoga 2010. godine. Perryino izvođenje pjesme "Firework" na Willkommen bei Mario Barth emitirano je 4. prosinca 2010. godine u Njemačkoj, a snimljeno je u listopadu 2010. godine. Pojavila se i u emisiji Ellen DeGeneres Show 8. prosinca 2010. godine da izvodi akustičnu inačicu pjesme. Također je izvodila pjesmu na zatvaranju showa Also VH1 Divas 2010. godine.

## Popis pjesama
Digitalno preuzimanje
1. "Firework" – 3:47
2. "Firework" (Spot) - 3:55

Njemački CD singl
1. "Firework" – 3:48
2. "Firework" (Instrumental) – 3:48

Remiksevi- EP
1. "Firework" (Jump Smokers Extended Mix)
2. "Firework" (Fred Falke Club Mix)
3. "Firework" (Wideboys Club Remix)

## Videospot
Spot je dio velikog ugovora za promociju s europskom komunikacijskom skupinom Deutsche Telekom. Deutsche Telekom je vodio niz aktivnosti i natjecanja iz kojih će biti odabrani obožavatelji diljem Europe da se pojave u spotu. MTV je objavio da je Perry počela snimati vodeospot 28. rujna 2010. godine. Snimljen je u Budimpešti pod redateljskom palicom Davea Meyersa. Službeni promotivni isjećak iz spota objavljen je 15. listopada 2010. godine. Spot je objavljen na TwitVidu, DirectLyricsu i Youkuu 28. listopada 2010. godine. Premijera spota bila je 28. listopada 2010. godine na VEVO-u na YouTubeu, a do danas službeni spot na YouTubeu pregledan je više od 200 milijuna puta.
Poruka spota opisana je kao optimističniji nastavak poruke u pjesmi "Beautiful" od Christine Aguilere". Perry na početku videospota stoji na balkonu iznad grada. Počinje pjevati noći i vatromet joj počinje izlaziti iz grudi, koji uskoro počinje inspirirati mlade ljude diljem grada da nadjačaju svoje strahove i nesigurnosti te da pale svoje vlastite vatromete. Sramežljiva djevojka s viškom težine, s kojom nitko nije htio da se zabavlja na bazenskoj zabavi, skupi hrabrost da skine odjeću i skoči u bazen. Dijete oboljelo od leukemije si dokazuje da se može pokazati u javnosti unatoč tome što je izgubilo kosu. Tinejdžer počinje da vjeruje u svoju seksualnost, te poljubi svog partnera na zabavi. Mladi zabavljač na povratku svojoj kući uspije da svojim mađioničarskim trikovima pobijedi skupinu uličnih razbojnika koji su ga pokušali opljačkati. Dječak se suočava sa svojim roditeljima dok se svađaju i razdvaja ih svog svoje mlađe sestre. Uskoro mladi grada kruže po dvorištu Budinog dvorca, plešu i osvjetljavaju noć svojim vlastitim vatrometima.
Dana 5. studenoga 2010. godine, britanska stranica o zabavnoj industriji i medijima Digital Spy objavila je da je videospot djelomično cenzuriran za britansku televiziju, te da će poljubac između dva muškarca, iako traje samo oko jednu sekundu i koristi se kao dio kampanje 'It Gets Better', biti zamućen. Kako god, britanski glazbeni kanali su za ovu informaciju rekli da je netočna.
Videospot za "Firework" je na vrhu ljestvice najboljih spotova godine 2010. id MuchMusic.

## Povijest objavljivanja
| Država | Datum               | Vrsta              |
| ------ | ------------------- | ------------------ |
| SAD    | 26. listopada 2010. | mainstream airplay |
| SAD    | 16. studenoga 2010. | ritmički airplay   |

| Država                 | Datum              | Format                | Izdavač         |
| ---------------------- | ------------------ | --------------------- | --------------- |
| Ujedinjeno Kraljevstvo | 2. studenoga 2010. | digitalno preuzimanje | Capitol Records |
| Njemačka               | 3. prosinca 2010.  | CD singl              | Capitol Records |